# Босуорт, Томас
Томас Стюарт Босуорт (англ. Thomas Stewart   Bosworth; род. 17 января 1990 года) — английский легкоатлет (спортивная ходьба), рекордсмен Великобритании, участник летних Олимпийских игр 2016 года.

## Образование
Учится в Городском университете Лидса.

## Личная жизнь
13 октября 2015 года на шоу Виктории Дербишир на канале ВВС совершил публичный каминг-аут. В интервью он объяснил, что его семья, друзья и коллеги знали, что он гей уже несколько лет, но он принял решение рассказать о своей ориентации всем, дабы быть самим собой для всех. Также Босуорт поделился, что счастлив в однополых отношениях уже свыше 4 лет.